# Artykaina
Artykaina (ang. articaine) – amidowy środek znieczulający miejscowo. Największe zastosowanie znajduje w stomatologii, gdzie często bywa łączony z niewielką dawką epinefryny (adrenaliny). W preparatach leczniczych zwykle stosowany jest pod postacią chlorowodorku. 

## Historia
Artykaina (pierwotnie kartykaina) została odkryta w 1969 roku. W 1976 środek ten został zatwierdzony w Niemczech, a w 1983 roku w Kanadzie. Substancja ta została zatwierdzona przez FDA w 2000 roku w połączeniu z epinefryną. Najczęściej stosowano ją w stomatologii i ortodoncji. Przegląd literatury potwierdził, że bezpieczne i zasadne jest stosowanie artykainy jako substytutu lidokainy, jednakże zwraca się uwagę na możliwość jej potencjalnego neurotoksycznego działania.

## Budowa

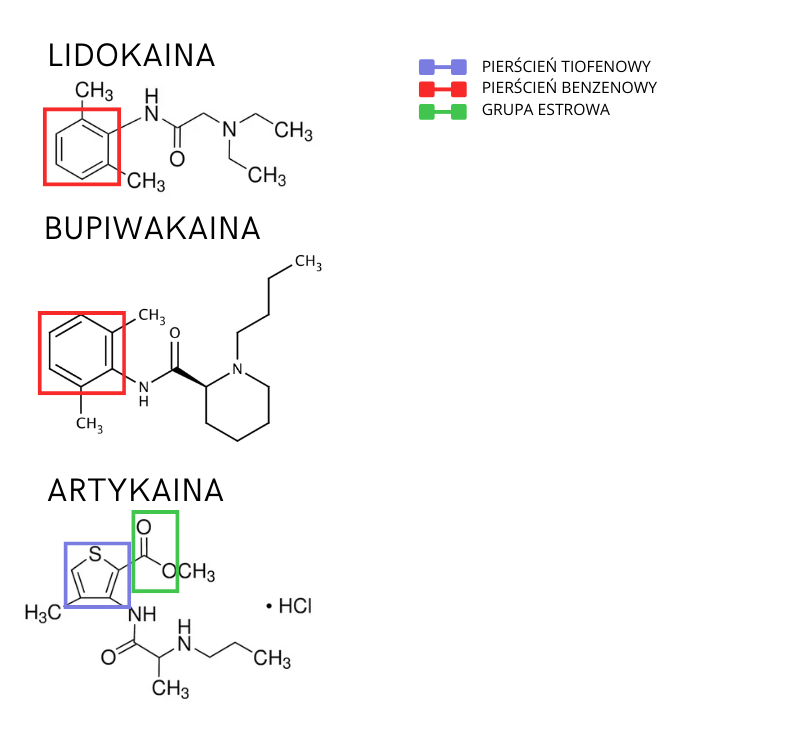
Zestawienie porównawcze artykainy (chlorowodorku), lidokainy i bupiwakainy

Artykaina zawiera pierścień tiofenowy zamiast standardowo występującego w przypadku amidów pierścienia benzenowego. Sprawia to, że artykaina jest związkiem bardziej rozpuszczalnym w lipidach oraz bardziej efektywnym. Obecność grupy estrowej jest wyjątkowa, ponieważ warunkuje ona zdolność związku do hydrolizowania w niespecyficznych esterazach krwi.

## Jako lek

### Mechanizm działania
Artykaina jest środkiem znieczulającym miejscowo o szybkim metabolizmie, co związane jest z grupą estrową obecną w tym związku. Substancja ta blokuje przewodzenie impulsów poprzez wiązanie się z jednostką alfa kanałów sodowych, wskutek czego zmniejsza się wydzielanie sodu. W ten sposób ilość sodu potrzebna do przewodzenia impulsów nerwowych nie jest wystarczająca, co blokuje ich działanie i zapewnia efekt znieczulający. Artykaina rozszerza naczynia krwionośne, dlatego bywa przeważnie stosowana z niewielką ilością adrenaliny, aby zneutralizować ten efekt. Wykazano, że po zewnątrzoponowym podaniu artykainy w dawce 600 mg, okres półtrwania artykainy wyniósł 0,6 godziny (około 36 minut) w fazie dystrybucji, 2,5 godziny w fazie hydrolizy w osoczu oraz 2,5 godziny dla kwasu artykainowego. Inne badania wspominają o okresie półtrwania wynoszącym 20 minut. Podawana jest zwykle w sposób iniekcyjny. Podanie oraz dawkowanie zależy od konkretnego przypadku, aczkolwiek zwykle stosuje się dawkę 1-7 mg/kg masy ciała, przy czym maksymalna dawka wynosi 500 mg. W przypadku artykainy obserwowalny jest bardzo szybki początek działania (po około 1-3 minutach).

### Metabolizm

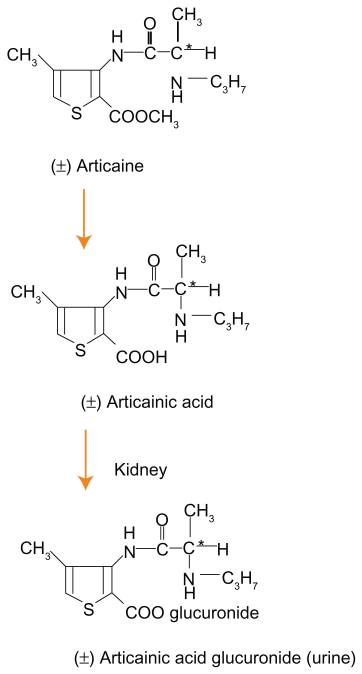
Metabolizm artykainy

Artykaina jest metabolizowana przez nerki: najpierw jest przekształcana (około 90% zastosowanej dawki) poprzez hydrolizę w nieaktywny kwas artykainowy, a później zostaje częściowo zmetabolizowana (25%) w nerkach do glukuronidu kwasu artykainowego. Klirens i objętość dystrybucji ulegają proporcjonalnemu zmniejszeniu wraz ze wzrostem wieku pacjenta. Okres półtrwania fazy eliminacji artykainy wynosi standardowo 20 minut, z kolei kwasu artykainowego - 64 minuty. Związek ten ma wysoką tendencję do wiązania się z centrum aktywnym receptora białkowego, co rzutuje na wyższy czas utrzymywania się efektów jego działania. U dzieci maksymalne stężenie leku w surowicy jest osiągane szybciej niż w przypadku dorosłych. Pozostałe 10% jest metabolizowane w wątrobie. 

### Działania niepożądane
Do efektów ubocznych przy stosowaniu artykainy można zaliczyć między innymi parestezje w okolicach ust oraz języka (nerw językowy - 71-93% przypadków oraz brak parestezji w przypadku nerwów szczękowych), metaliczny posmak w ustach, zawroty głowy, niewyraźną mowę, gorączkę, dezorientację, podwójne widzenie, szumy uszne, dezorientację, niepokój, drżenie mięśni, wymioty, obrzęk, zaczerwienienie, bóle stawów, świąd, nudności, ból, reakcje alergiczne a w skrajnych przypadkach drgawki i śpiączkę, niedociśnienie, martwicę niedokrwienną skóry oraz depresję ośrodkowego układu nerwowego, a nawet wstrząs anafilaktyczny lub napady padaczkowe. Ze względu na powyższe pacjenci nie powinni obsługiwać pojazdów ani maszyn po przyjęciu artykainy. Artykaina, podobnie jak lidokaina, prylokaina oraz benzokaina, podana w zbyt wysokich dawkach, może wywołać methemoglobinemię. Narażone są na to przede wszystkim osoby w skrajnym wieku: niemowlęta oraz osoby starsze, jednak także dolegliwości i choroby, takie jak: anemia, choroby układu oddechowego, zakażenia układu moczowego (w przypadku niemowląt), wrodzone niedobory dehydrogenazy glukozo-6-fosforanowej oraz reduktazy methemoglobiny, czy stosowanie niektórych leków, np. powodujących utlenianie żelaza, np. nitrogliceryny, azotanów, azotynów, itp.
Najczęstszymi działaniami niepożądanymi zgłaszanymi u dzieci jest drętwienie oraz urazy tkanek miękkich. Producenci nie zalecają stosowania artykainy u dzieci w wieku poniżej czterech lat, jednakże amerykańskie badanie wykazało, że 21% z 373 ankietowanych dentystów stosuje tenże preparat w przypadku dzieci z grupy wiekowej 2-3 lata, co ogólnie uważa się za bezpieczne.
Mimo wszystko występowanie parestezji związane ze stosowaniem artykainy pozostaje obiektem badań, który wywołuje dość duże kontrowersje w środowisku naukowym. Badania in vitro na zwierzętach mogą wskazywać na ryzyko neurotoksyczności leku, jednak nie wykazują, dlaczego parestezje następują głównie w przypadku nerwu językowego. Według części badaczy dane na temat parestezji podczas jednoczesnego stosowania artykainy są stronnicze, co skłania do wniosku, że według aktualnie dostępnej literatury, artykaina nie wiąże się ze zwiększonym ryzykiem neurotoksyczności bądź innymi niebezpieczeństwami klinicznymi.

### Przeciwwskazania
Do przeciwwskazań należy nadwrażliwość na środki amidowe znieczulające miejscowo lub jakikolwiek inny składnik preparatu, wiek równy lub mniejszy 4 lat oraz padaczka lekooporna. U pacjentów z chorobami serca, neurologicznymi, płuc, nerek lub wątroby oraz w podeszłym wieku należy zachować szczególną ostrożność. Mimo tego że wpływ artykainy na osoby w ciąży jest niezbadany, to badania na zwierzętach wykazują, że nie powinno stanowić to zagrożenia dla płodu. Dostępne są jednak dane pozyskane po zastosowaniu artykainy jako znieczulenia miejscowego podczas porodu, które stwierdzają, że artykaina przechodzi przez łożysko na drodze dyfuzji biernej i 30% dawki stwierdzonej w surowicy matki, znajduje się w surowicy dziecka. Ze względu na szybką eliminację artykainy we krwi, karmienie piersią nie musi być przerywane po zastosowaniu leku. Stwierdzono, że jest mało prawdopodobne, żeby artykaina przyczyniała się do spadku płodności u ludzi. 

### Interakcje
Substancja ta może wchodzić w interakcję z beta-blokerami, chinidyną, amiodaronem, niektórymi substancjami czynnymi z grupy leków przeciwdepresyjnych, lekami przeciwbólowymi, przeciwzapalnymi lub przeciwgorączkowymi oraz alkoholem. W badania klinicznym przeprowadzonym na grupie 90 dorosłych pacjentów (znieczulenie podpajęczynówkowe) wykazano, że fentanyl dodany do artykainy wydłuża czas jej działania. Podczas gdy czas trwania blokady motorycznej pozostał niezmieniony, to mediana czasu blokady sensorycznej (120 minut) była znacznie wydłużona przy podaniu fentanylu (69 minut po podaniu, 41 minut bez podania). Podanie fentanylu wiązało się jednak ze zwiększeniem częstotliwości występowania świądu u pacjentów.  

### Przedawkowanie
Objawy przedawkowania mogą różnić się w zależności od przypadku, jednak obserwuje się przede wszystkim:
- pobudzenie OUN: niepokój, lęk, splątanie, pogłębienie oddechu, częstoskórcz, wzrost ciśnienia krwi, zaczerwienienie twarzy, nudności, wymioty, drżenie, skurcze, tonicznokloniczne napady drgawek,
- depresja OUN: zawroty  głowy, zaburzenia słuchu, utrata zdolności mówienia, utrata przytomności, atonia mięśniowa, osłabienie, bladość, duszność, w skrajnych przypadkach zgon,
- depresja układu krwionośnego: bradykardia, zaburzenia rytmu serca, migotanie komór, spadek ciśnienia krwi, sinica, zatrzymanie akcji serca.

W przypadku przedawkowania należy przerwać podawanie preparatu oraz ułożyć pacjenta w pozycji poziomej przy zachowaniu drożności dróg oddechowych oraz monitorowaniu parametrów życiowych. W przypadku wystąpienia zaburzeń oddychania należy (w zależności od przypadku): przeprowadzić sztuczne oddychanie, zastosować intubację dotchawiczą, sztuczną wentylację lub podać tlen. W przypadku  zaobserwowania mioklonii, należy podać pacjentowi środek przeciwdrgawkowy. W przypadku wystąpienia ciężkich zaburzeń krążenia lub wstrząsu należy bezwzględnie przerwać podawanie preparatu, ułożyć pacjenta w pozycji poziomej (przy spadku ciśnienia najlepiej położyć głowę poniżej tułowia), podać tlen a następnie dożylnie zaaplikować izotoniczny roztwór elektrolitów oraz glukokortykosteroid, (w razie konieczności) przetaczać płyny. Jeśli u pacjenta obserwuje się zapaść oraz bradykardię należy powoli podać dożylnie adrenalinę w dawce około 0,025-0,1 mg. W razie konieczności podania wyższej dawki adrenaliny, należy podać ją z roztworem do infuzji. W przypadku wystąpienia tachykardii lub tachyarytmii można stosować leki antyarytmiczne (oprócz nieselektywnych beta-adrenolityków). Wzrost ciśnienia u pacjentów z nadciśnieniem można opanować poprzez zastosowanie leków rozszerzających naczynia krwionośne.
Dawka NOEL dla szczura wynosi 20 mg/kg, a dla psa 40 mg/kg.

### W Polsce
W Polsce lek jest wydawany jedynie na receptę. Artykaina jest dostępna na polskim rynku jako roztwór do wstrzykiwania w preparatach: Citocartin 100, Citocartin 200, Septanest z adrenaliną 1:100 000, Septanest z adrenaliną 1:200 000, Ubistesin, Ubistesin forte. Istnieją również inne preparaty dopuszczone do stosowania na rynku polskim, np. Orabloc, jednak nie są one dostępne w żadnej aptece w kraju (stan na grudzień 2024).

## Zestawienie artykainy z innymi lekami stosowanymi w stomatologii
1. Lidokaina: w badaniu przeprowadzonym w Saveetha Dental College and Hospitals w Ćennaj wykazano, że artykaina miała dłuższy średni czas działania (217 minut), gdzie w przypadku lidokainy wyniósł 169 minut. Dodatkowo w grupie, w której zastosowano artykainę, intensywność bólu była mniejsza (wynik VAS: 1,07), z kolei w przypadku lidokainy wynik VAS wyniósł 1,53. Wynik został opracowany na podstawie ekstrakcji zębów przedtrzonowych. W związku z grupą estrową, która jest elementem budowy artykainy, substancja ta jest lepiej i skuteczniej przyjmowana przez organizm[20]. Inne badania stwierdzają natomiast, że skuteczność artykainy jest różna w zależności od miejsca zastosowania, np. skuteczność działania artykainy jest wyższa niż w przypadku lidokainy w siekaczu bocznym, ale ta zależność nie utrzymuje się jednak w przypadku pierwszego trzonowca żuchwy[8]. To sprawia, że potencjał artykainy do bycia miejscowo stosowanym amidowym lekiem przeciwbólowym jest obiecujący, jednak należy prowadzić dalsze badania, żeby potwierdzić jej właściwości.
2. Prylokaina: nie wykazano znaczących różnic w efekcie ani czasie działania artykainy oraz prylokainy[8].
3. Mepiwakaina: artykaina miała znacznie dłuższy czas działania przeciwbólowego niż mepiwakaina[8].
4. Bupiwakaina: mimo że artykaina miała podobny do bupiwakainy czas analgezji pooperacyjnej, to wykazywała również znacznie krótszy czas utajenia oraz trwania znieczulenia tkanek miękkich[8].

Trzeba jednak stwierdzić, że zdania dotyczące wyższej skuteczności artykainy w jej zastosowaniu przeciwbólowym są zdecydowanie podzielone. Poniżej przedstawiono tabelę porównującą opinie i wyniki studiów poszczególnych badaczy. 
| Lokalizacja                               | Artykaina działa skuteczniej niż inne substancje                 | Brak istotnych różnic w działaniu artykainy i innych środków znieczulających                                  |
| ----------------------------------------- | ---------------------------------------------------------------- | --- |
| infiltracja szczękowa                     | Evans G i in., 2008                                              | Oliveira i in., 2004; Vähätalo i in., 1993; Evans i in., 2008; Donaldson i in., 1987; Haas i in., 1990 i 1991 |
| Infiltracja żuchwowa                      | Kanaa i in., 2006; Abdulwahab i in., 2009; Robertson i in., 2007 | Haas i in., 1990 i 1991                                                                                       |
| Blokada nerwu siecznego/bródkowego        | Batista da Silva i in , 2010                                     | - |
| Infiltracja więzadła ozębnej              | -                                                                | Berlin i in., 2005                                                                                            |
| Blokada nerwu zębodołowego dolnego (IANB) | -                                                                | Mikesell i in., 2005                                                                                          |
| IANB + infiltracja policzkowa             | Haase i in., 2008; Kanaa i in., 2009                             | - |
| Łącznie                                   | 7                                                                | 10 |